# 山本浩之 (1966年生の陸上選手)
山本 浩之（やまもと ひろゆき、1966年5月31日 - ）は、福岡県北九州市出身の元車いす陸上競技選手。

## 来歴・人物
20歳の時、バイク事故がもとで脊髄を損傷して下半身麻痺となり、車いす生活となった。退院と同時に車いすバスケットボールに取り組み、10年ほどして車いすマラソンに転向した。パラリンピックや国際大会で日本代表選手として活躍した。
その一方で、2011年に高校生だった息子（妻の連れ子）を飲酒運転による事故で亡くしたことから、妻と共に被害者遺族の立場で飲酒運転撲滅に向けた活動を続けている。
年齢が50代になっても車いすマラソンの大会に出場を続けていたが、2021年の第40回記念大分国際車いすマラソンへの出場に向けて練習していた10月、心臓に痛みを感じ、心筋梗塞の疑いで入院した。原因は判明しなかったものの、心臓の力が2割程度落ちており、大会参加は辞退し、現役を引退した。

## 主な記録
2007年
- 大分国際車いすマラソン　2位（国内1位）

2008年
- 仙台国際ハーフマラソン　優勝
- 北京パラリンピック　フルマラソン6位入賞（トップと5秒差の1時間23分22秒）
- ニューヨークシティマラソン　8位

2009年
- 大分国際車いすマラソン　2位（国内1位）
- 国際パラリンピック委員会認定の車いすマラソンT54クラス年間世界ランキング1位（※）

2010年
- 東京マラソン　優勝
- 全国車いすマラソン（篠山）　優勝
- 大分国際車いすマラソン　3位

2011年
- 東京マラソン　3位
- ソウル国際車いすマラソン　3位
- ソウル中央マラソン　3位

2012年
- 東京マラソン　優勝
- 大分国際車いすマラソン　2位（国内1位）
- ロンドンパラリンピック　22位
接触によりタイヤが外れるアクシデントがあり、トップ集団から脱落し入賞の見込みが全くなくなったにも拘わらず、最後まで走り続け完走した。

※出典：IPC公式サイト

## その他
- 競技用車いす（レーサー）は、本田技術研究所とホンダR&D太陽が共同で開発したもので、フルカーボン・モノコック構造である[7]。
- 松山ケンイチ主演の車いすバスケット映画『ウイニング・パス』で主人公の所属する「北九州イーグルス」と決勝で対戦する「大分ロッキーズ」の選手として、エキストラ出演している。

## 掲載記事
- 毎日新聞　北京パラリンピック結果
- 朝日新聞　北京パラリンピック結果
- 東京新聞　東京マラソン2010
- WAHHO 東京マラソン2010